# Dôme des Sonnailles
Le dôme des Sonnailles est un sommet de France situé dans le massif de la Vanoise, en Savoie.
On y accède soit directement par le refuge de la Valette à 2 590 mètres d'altitude ou on peut le faire en traversée depuis le refuge du Col de la Vanoise pour redescendre sur le refuge de la Valette.

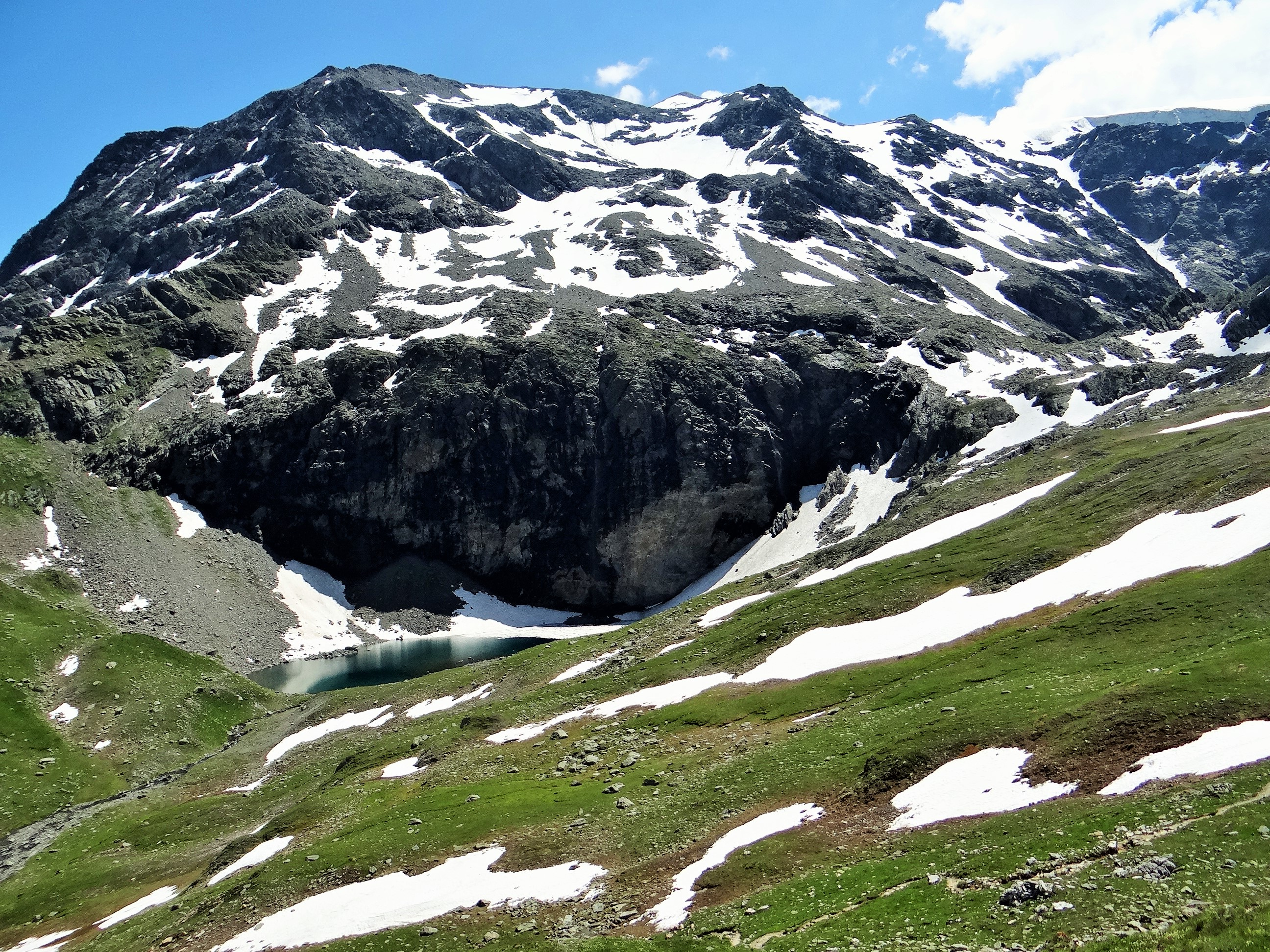
Vue depuis le col de la Valette à l'ouest du dôme des Sonnailles au-dessus du lac de la Valette.

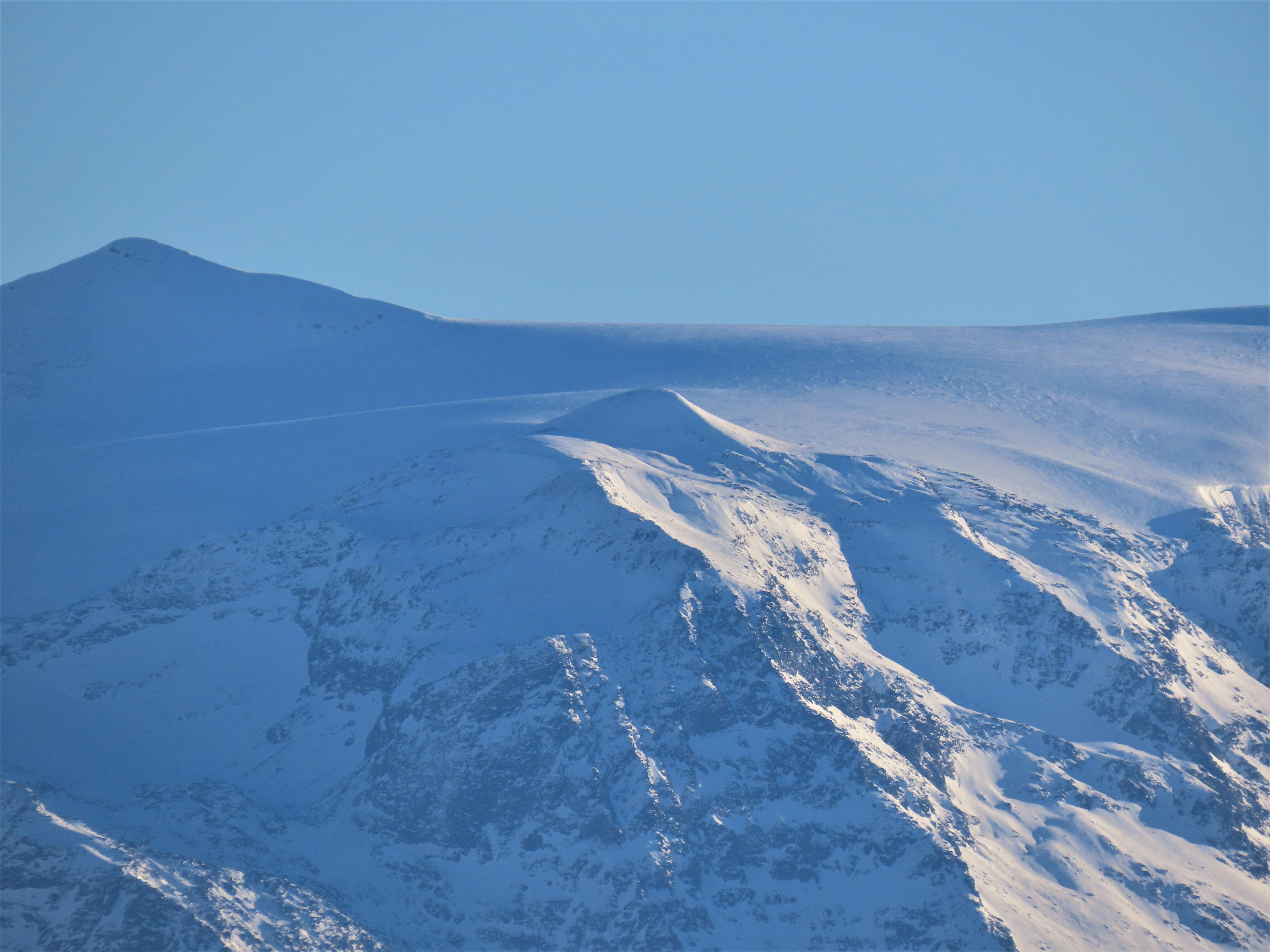
Vue hivernale du dôme des Sonnailles sous le dôme et le col de Chasseforêt depuis la croix du Berger au nord-ouest.